# Angera
Angera es un municipio italiano de la provincia de Varese, región de Lombardía, con 5.635 habitantes.
Perteneciente al Ducado de Milán, en 1497 obtuvo el título de ciudad otorgado por Ludovico Sforza, el municipio tenía extensión a lo largo de las dos orillas del Lago Mayor. Mediante el Tratado de Aquisgrán (1748) la parte occidental fue cedida al Reino de Cerdeña.

## Evolución demográfica
| Gráfica de evolución demográfica de Angera entre 1861 y 2001 |
|                                                              |
| Fuente ISTAT - elaboración gráfica de Wikipedia              |